# Hegetotheria
Sous-ordre
Familles de rang inférieur
- † Archaeohyracidae
- † Hegetotheriidae

Hegetotheria est le nom d'un sous-ordre de l’ordre éteint de mammifères Notoungulata qui ont vécu du Paléocène supérieur au Pléistocène inférieur. Le sous-ordre comprend deux familles : les Archaeohyracidae et les Hegetotheriidae.
Richard Cifelli a indiqué que le sous-ordre des Typotheria (autre sous-ordre des Notoungulata) serait paraphylétique s’il excluait les membres des Hegetotheria et il a préconisé l’inclusion des familles d'Hegetotheria dans les Typotheria.

## Taxinomie
Nom : Hegetotheria.
Familles : 
- † Archaeohyracidae
- † Hegetotheriidae